# Retrato de Adèle Besson
Retrato de Adèle Besson (francês: Portrait d'Adèle Besson) é uma pintura a óleo sobre tela do pintor impressionista francês Pierre-Auguste Renoir datada de 1918. O modelo é a esposa do coleccionador e crítico de arte George Besson (1882–1971), Adèle Besson (1884-1964). Foi pintado em Cagnes-sur-Mer, no dia 21 de janeiro de 1918.